# Montsoult
Montsoult ist eine französische Gemeinde mit 4095 Einwohnern (Stand: 1. Januar 2022) im Département Val-d’Oise der Region Île-de-France. Sie gehört zum Kanton Domont und zum Arrondissement Sarcelles.

## Geografie
Der Ort mit 4095 Einwohnern (Stand 1. Januar 2022) liegt 23 Kilometer nördlich des Zentrums von Paris an einer Flanke am Rande des 1548 Hektar großen Waldes L’Isle-Adam, der die Landschaft Pays de France (auch La plaine de France genannt) dominiert.
Die weiteren acht Gemeinden im L’Isle-Adam sind: L’Isle-Adam, Baillet-en-France, Chauvry, Maffliers, Mériel, Presles, Villiers-Adam und Nerville-la-Forêt.
Montsoult kann von Paris mit dem Vorortszug Transilien H, der die Bahnstrecke Gare du Nord – Montsoult-Maffliers – Persan-Beaumont – Beauvais bedient, erreicht werden.

## Geschichte
Der Name Montsoult entstammt entweder dem lateinischen Wort Monticelis, eine Abwandlung von Montis Cellariensis (Mönchskeller), oder geht auf den Eigennamen des Ritters Monte-Ceodi zurück, der um 1275 den Titel Seigneur de Moncehot verliehen bekam.
Erstmals 862 in einer Urkunde des westfränkischen Königs Karl des Kahlen erwähnt, wurde die Seigneurie Montsoult um 1275 zwischen einem Nebenzweig der Familie Montmorency und der Familie La Queue aufgeteilt. 1744 wurden die beiden Lehen unter Geoffroy Macé Camus de Pontcarré, Baron von Maffliers, wieder vereint.

## Wappen
Ein rotes Kreuz auf goldenem Hintergrund bewinkelt von zwölf azurblauen Alérions 2; 2, im Freiviertel ein schwarzer Stern auf silbernem Grund.

## Bevölkerungsentwicklung
In der ersten Hälfte des 19. Jahrhunderts lag die Einwohnerzahl fast konstant bei gut 400 mit abnehmender Tendenz. Erst mit dem Anschluss an das Eisenbahnnetz im Jahr 1875 erlebte Montsoult einen langen, wenn auch bescheidenen Bevölkerungszuwachs und begann sich in Richtung des Bahnhofes Montsoult – Maffliers, der in der Ebene liegt, auszudehnen. Eine neue Parzellierung des Gemeindegebiets im Jahr 1926 führte dann zu einem sehr markanten Bevölkerungszuwachs.
| Jahr                       | 1962 | 1968 | 1975 | 1982 | 1990 | 1999 | 2008 | 2017 |
| Einwohner                  | 1535 | 1777 | 2498 | 3175 | 3523 | 3519 | 3445 | 3482 |
| Quellen: Cassini und INSEE |      |      |      |      |      |      |      |      |

## Sehenswürdigkeiten

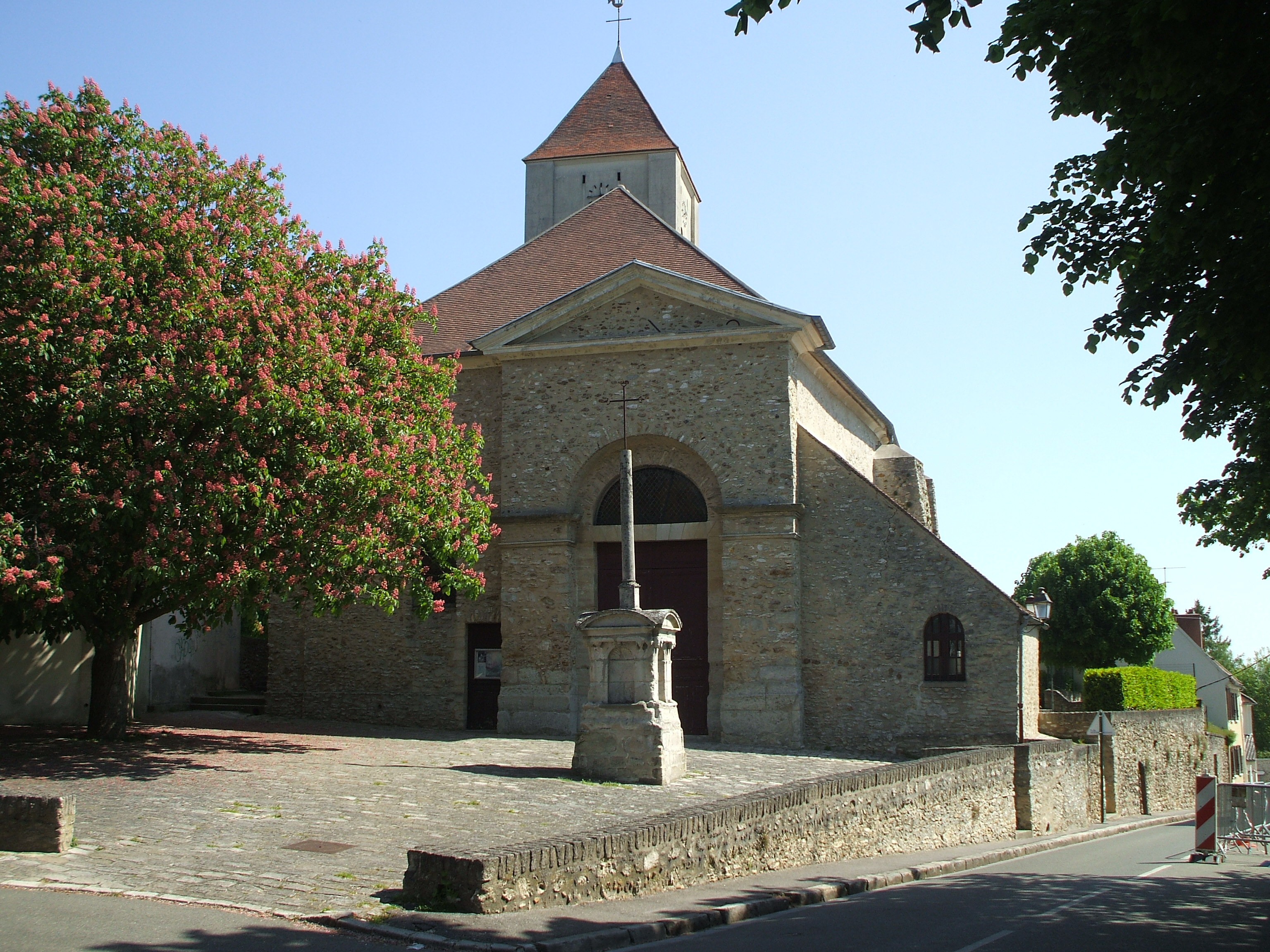
Kirche Saint-Sulpice

Die Kirche Saint-Sulpice wurde im 16. Jahrhundert an der Stelle einer größeren Kirche aus dem 13. Jahrhundert errichtet. Es waren vermutlich die Engländer, welche den ursprünglichen Bau im Hundertjährigen Krieg brandschatzten. Das Wappen des Konstablers Anne de Montmorency ist an mehreren Stellen der Kirche zu finden. Eine Apsis fehlt, der Chor schließt direkt mit der senkrechten Fassadenmauer (chevet plat) ab. Der Chevet plat und der quadratische Turm auf dem Seitenschiff mit den gepaarten schartenartigen Öffnungen sind neueren Datums. Ein schmiedeeisernes Kreuz auf einem Renaissance-Sockel ragt auf dem Platz vor der Kirche empor. Der Bau, der seit 1926 unter Denkmalschutz steht, wurde in den Jahren 1967 bis 1976 gründlichen renoviert.
Siehe auch: Liste der Monuments historiques in Montsoult